# فوزي غلام
فوزي غلام (بالفرنسية: Faouzi Ghoulam)‏ (1 فبراير 1991 في سان برييست أون جارز، سانت إتيان) هو لاعب كرة قدم جزائري  يلعب حاليا لنادي أنجيه الفرنسي.

## حياته الشخصية
ولد غلام في سان برييست أون جارز لوالدين جزائريين. والده من باتنة ووالدته من عنابة. له ثمانية إخوة وأختان. شقيقه نبيل عداء مثل فرنسا في بطولة العالم للعدو الريفي 2004 .

## مسيرته الكروية
كان أول ظهور له كلاعب محترف في 23 أيلول/سبتمبر 2010 مع نادي سانت إتيان بعد دخوله كبديل عند الدقيقة 82 ضد نيس في إطار كأس الدوري الفرنسي.

## مسيرته الدولية
في 18 ديسمبر 2010، في مقابلة مع الصحيفة الجزائرية الهداف أبدى نيته تمثيل منتخب الجزائر لكرة القدم رغم أنه ولد في فرنسا. وفي 5 مايو 2011، أعلن عز الدين ايت جودي مدرب منتخب الجزائر الأولمبي لكرة القدم أن غلام متردد للالتحاق بالمنتخب، رغم أنه هو من إتصل أولا بالإتحادية الجزائرية لكرة القدم. في 6 أكتوبر 2011 بعد استدعاءه لتشكيلة أولية لمنتخب فرنسا تحت 21 سنة لكرة القدم، صرح غلام أنه سيكون فخورا للعب في الفريق.
في 23 تشرين الثاني/نوفمبر 2012، في مقابلة صحفية عقب مباراة في الدوري الفرنسي ضد فالينسين، أعلن غلام أنه سيمثل منتخب الجزائر لكرة القدم في كأس الأمم الأفريقية لكرة القدم 2013. وبعد بضعة أيام، أكدت الاتحادية الجزائرية لكرة القدم الخبر عبر بيان صحفي على موقعها الرسمي.